# Stow (Massachusetts)
Stow ist eine Kleinstadt im Middlesex County des Bundesstaats Massachusetts in den Vereinigten Staaten. Das U.S. Census Bureau hat bei der Volkszählung 2020 eine Einwohnerzahl von 7.174 ermittelt. Die Siedlung ist Teil der Metropolregion Greater Boston.

## Geschichte
Stow wurde offiziell 1683 mit einer Fläche von etwa 40 Quadratmeilen gegründet. Im Laufe der Jahrhunderte gab es Land ab, als neuere, kleinere Städte gegründet wurden, und trat Land an Harvard (1732), Shirley (1765), Boxborough (1783), Hudson (1866) und Maynard (1871) ab. Stow hat heute eine Fläche von 18,1 Quadratmeilen (47 km²). Mit Ausnahme der Fabriken in Assabet Village und Rock Bottom (später Maynard und Gleasondale) war Stow bis in die 1950er Jahre hauptsächlich dünn besiedeltes Farm- und Obstgartenland.

## Demografie
Laut einer Schätzung von 2019 leben in Stow 7234 Menschen. Die Bevölkerung teilt sich im selben Jahr auf in 91,3 % Weiße, 3,5 % Asiaten und 2,2 % mit zwei oder mehr Ethnizitäten. Hispanics oder Latinos aller Ethnien machten 2,9 % der Bevölkerung aus. Das mittlere Haushaltseinkommen lag bei 148.235 US-Dollar und die Armutsquote bei 3,5 %.

## Söhne und Töchter der Stadt
- Matthew Tobin Anderson (* 1968), Autor